# Masahide Kawamoto
Masahide Kawamoto (jap. 川元 正英, Kawamoto Masahide; * 21. Juni 1971 in der Präfektur Kanagawa) ist ein ehemaliger japanischer Fußballspieler.

## Karriere
Kawamoto erlernte das Fußballspielen in der Schulmannschaft der Atsugi Minami High School und der Universitätsmannschaft der Tokai-Universität. Seinen ersten Vertrag unterschrieb er 1994 bei den Fujitsu (heute: Kawasaki Frontale). Der Verein spielte in der zweithöchsten Liga des Landes, der Japan Football League. 1999 wurde er mit dem Verein Meister der J2 League. Für den Verein absolvierte er 68 Spiele. Ende 1999 beendete er seine Karriere als Fußballspieler.